# Ханес Тоур Халдоурсон
Ханес Тоур Халдоурсон (исл. Hannes Þór Halldórsson‎‎; Рејкјавик, 27. април 1984) професионални је исландски фудбалер који игра на позицији голмана. 
По занимању је филмски режисер и аутор је неколико краткометражних филмова и видео спотова. Халдоурсон је режирао званични видео спот за песму Never Forget која је представљала Исланд на Песми Евровизије 2012. у Бакуу. Такође је режирао и званичну рекламу компаније Кока-кола за Светско првенство у фудбалу 2018. године.

## Клупска каријера
Халдоурсон је фудбалом почео да игра рекреативно у нижеразредним такмичењима на Исланду, а статус полупорфесионалног играча стиче 2007. године када потписује уговор са прволигашком екипом Фрама из Рејкјавика. Након четири сезоне у екипи Фрама за који је у том периоду одиграо 84 првенствене утакмице, Халдоурсон прелази у редове градског ривала КР Рејкјавика, са којим већ у првој сезони осваја „дуплу круну”. Крајем марта 2012. по први пут напушта Исланд и одлази на двомесечну позајмицу у норвешки Бран из Бергена. По повратку са позајмице и наредне две сезоне игра за екипу КР-а са којом осваја још једну титулу првака и трофеј победника купа, а затим у јануару 2014. потписује двогодишњи уговор са још једним норвешким прволигашем, екипом Саднес Улфа. 
У наредном периоду наступао је још и за холандски НЕК из Најмегена, норвешки Боде/Глимт и дански Рандерс, а у јулу 2018. потписује трогодишњи уговор са азербејџанским прволигашем Карабагом из Агдама.

## Репрезентативна каријера
За сениорску репрезентацију Исланда дебитовао је 6. септембра 2011. у утакмици квалификација за Европско првенство 2012. са селекцијом Кипра, и убрзо постаје стандардним репрезентативцем и првим голманом репрезентације. Прво велико такмичење на ком је наступио, а уједно и прво велико такмичење на ком је заиграла селекција Исланда, било је Европско првенство 2016. у Француској. Халдоурсон је на том првенству бранио на свих пет утакмица, а селекција Исланда стигла је до четвртфинала где је испала од Француске. 
Селектор Хејмир Халгримсон уврстио га је на списак играча за Светско првенство 2018. у Русији, где је одиграо све три утакмице за Исланд у групи Д. У првој утакмици групне фазе против Аргентине, играној 16. јуна, Халдоурсон је одбранио пенал Лионелу Месију и проглашен је за најбољег играча утакмице која је на крају завршена нерешеним резултатом 1:1.

## Успеси и признања
ФК КР Рејкјавик
- Првенство Исланда (2): 2011, 2013.
- Исландски куп (2): 2011, 2012.